# Мовна дискримінація
Мовна дискримінація (або лінгвістична дискримінація) — відмінність, виключення, обмеження або перевага, що заперечує або зменшує рівне здійснення прав, засноване виключно на використанні людини або групи людей певної мови. Поняття охоплює дискримінацію, пов'язану з рідною мовою та будь-якими характеристиками мови та мовленняː акцент, розмір словникового запасу, модальність та синтаксис; може також включати здатність людини або неможливість використовувати одну мову, а не іншу.

## Мовне упередження

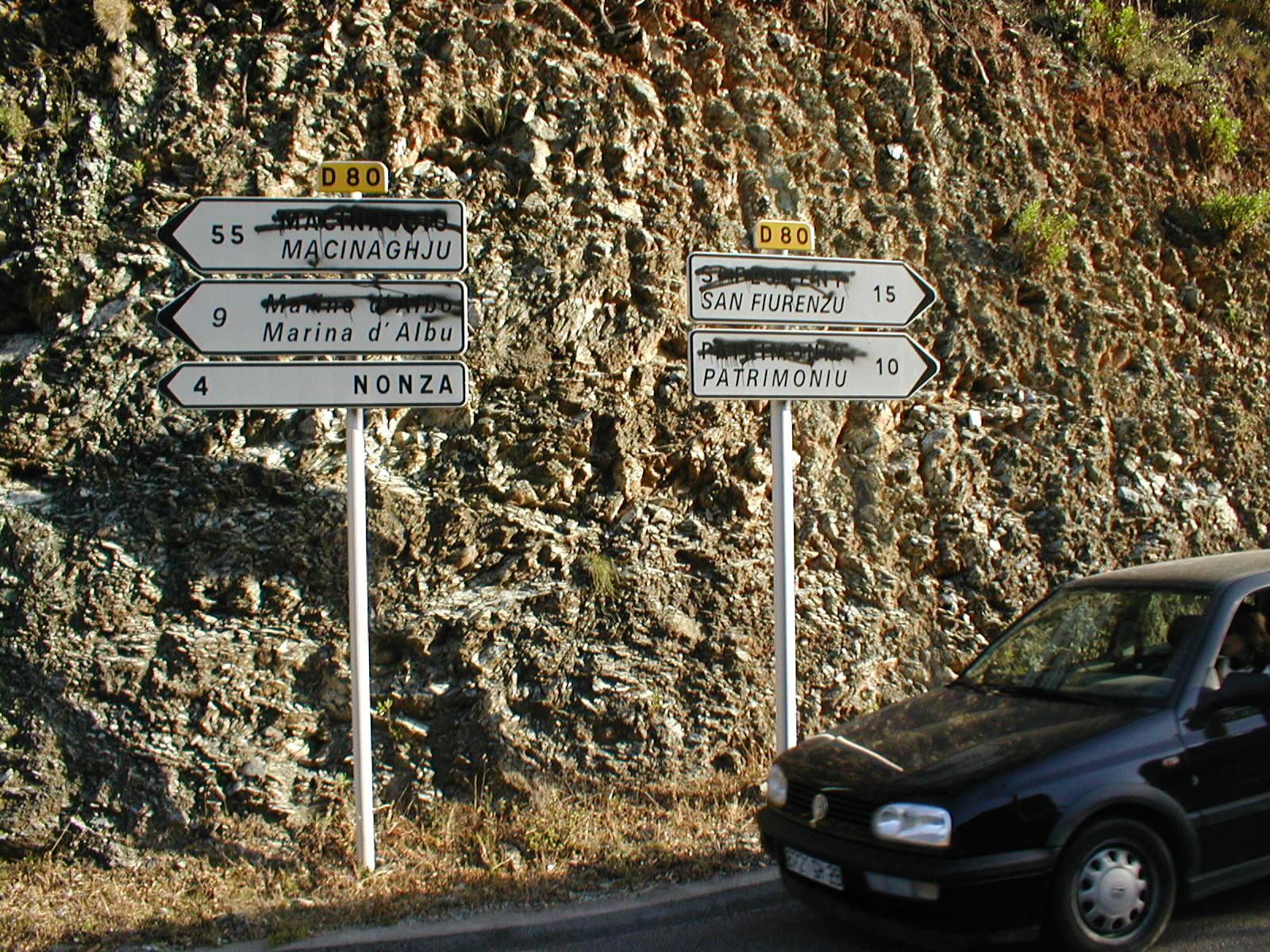
Націоналісти на Корсиці іноді замальовують фарбою чи знімають знаки дорожнього руху з топонімами французькою мовою, залишаючи лише корсиканські топоніми.

Акцент може бути одною з причин упереджень. Деякі акценти мають більший престиж, ніж інші залежно від культурного контексту. Проте, велика кількість акцентів не дає можливість визначити, який з них є найбільш бажаним. Дослідження визначило, що деякі звуки мовлення є менш приємними, ніж природні. Крім того, престижність акценту залежить від суспільства. Наприклад, у Сполучених Штатах, загальна американська мова (відсутність регіонального акценту або акценту робочого класу) широко використовується в багатьох сферах, як-от телевізійна журналістика. Також у Великій Британії  безакцентна вимова означає приналежність до вищого класу. Крім престижу, дослідження показали, що певні акценти також можуть бути пов'язані з упередженням щодо інтелекту та соціальних навичок.

## Мова та становище соціальної групи

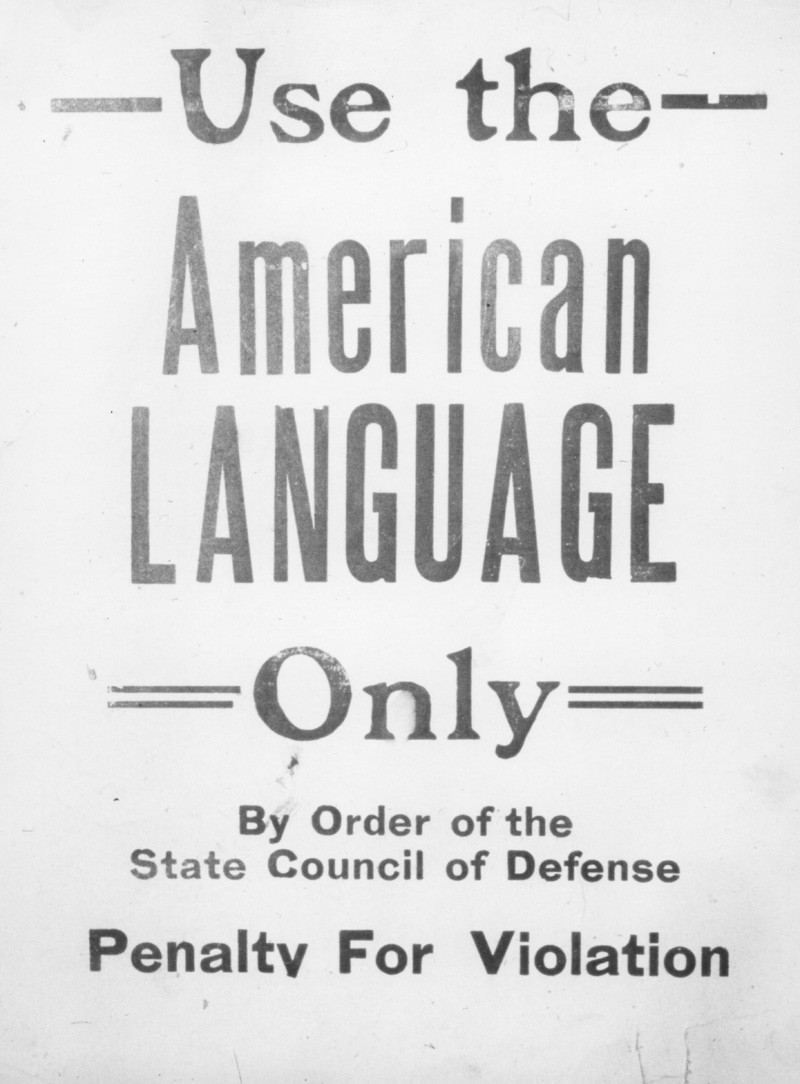
Заклик використовувати лише англійську мову. Плакат часів Першої світової війни

Людям природно хотіти ототожнювати себе з іншими. Один зі способів — це класифікувати людей у конкретні соціальні групи. Попри те, що деякі групи можуть бути легко помітними (визначені за національною ознакою або статтю), інші групи менш помітні. Лінгвіст Кармен Файт пояснює, як використання мови може віднести людину до певної соціальної групи, яка в іншому випадку може бути менш очевидною. Мова  — це причина упередження щодо менш помітних соціальних груп.

## Приклади
Існує зв'язок між упередженнями та дискримінацією, однак вони не завжди прямо пов'язані. Упередження можна визначити як негативне ставлення до індивідуума, яке базується виключно на належності до соціальної групи, тоді як дискримінація може розглядатися як діяння, спрямовані проти людини.. Нижче наведені приклади лінгвістичного упередження, які можуть призвести до дискримінації.

### УКанаді

#### Квебек та англомовна спільнота
Хартія французької мови була написана в 1977 році й кілька разів редагувалась, оскільки її положення дискримінували англомовне населення. Закон робить французьку офіційною мовою Квебеку та передбачає її використання у державних установах, школах та комерційних зв'язках з громадськістю. Частка англомовного населення з 1960-х років до 2006 року скоротилася на 180 000 носіїв англійської мови.
І навпаки, закон розглядається як спосіб запобігання мовної дискримінації французькомовного населення, як частина ширшої мети закону  — збереження французької мови від посилення соціального та економічного домінування англійської мови. Робота англійською мовою суттєво співвідноситься зі збільшенням заробітку. Попри це, закон вважають успішним щодо підвищення статусу французької мови в переважно англомовному середовищі.

### ВЄвропейському Союзі

#### Рівень позбавлення прав через мову
Рівень мовної децентралізації в ЄС може значно відрізнятися в різних країнах. Для жителів країн ЄС, які є носіями двох мов або володіють англійською мовою як іноземною,  не має жодних обмежень у громадянських правах. У своєму дослідженні «Багатомовна комунікаціяː для кого. Мовна політика та чесність у Європейському Союзі» Мішель Газзола прийшла до висновку, що нинішня багатомовна політика ЄС не є абсолютно ефективним способом інформування європейців про ЄС; в деяких країнах додаткові мови можуть бути корисними для мінімізації лінгвістичного виключення.
У 24 вивчених країнах використання лише англійської мови виключило б від 51 % до 90 % дорослого населення. Мовна політика, що базується на англійській, французькій та німецькій мовах, позбавить прав від 30 % до 56 % жителів, тоді як політика, заснована на шести мовах призведе до зменшення частки виключеного населення до 9-22 %.